# Медијска организација југоисточне Европе
Медијска организација југоисточне Европе СЕЕМО (енгл. South East Europe Media Organisation, скраћено SEEMO) је медијска организација са седиштем у Бечу. Медијска организација југоисточне Европе је основана 2000. године у Загребу, а као организација окупља водеће представнике медија из свих земаља југоисточне Европе.
Генерални секретар ове организације је Оливер Вујовић.
Публикације:
- СЕЕМО извештај о медијској ситуацији у регији - излази сваке године у марту (у две књиге на преко 2,500 страница).
- СЕЕМО часопис Де Скрипто, излази четири пута у години
- Медији и мањине у ЈИЕ - књига
- Истраживачко новинарство - књига
- Медиа, маркетинг и бизнис - књига

Награде:
- Др. Ерхард Бусек СЕЕМО награда за разум у Југоисточној Европи.

До сада су ову награду добили: Денис Латин (Хрватска, 2002), Кемал Курспахић (Босна и Херцеговина, 2003), Бранкица Петковић (Словенија, 2005), Данко Плевник (Хрватска, 2006), Милена Димитрова (Бугарска, 2007), Бранкица Станковић (Србија, 2008)и Борис Бергант (Словенија, 2009.
- Награда за људска права (10. децембра сваке године).

До сада су ову награду добили: Кристина фон Кол (Аустрија, 2002), Небојша Попов (Србија, 2003), Фатос Лубоња (Албанија, 2004), Абдухалим Деде (Грчка, 2006), Шеки Радончић (БИХ - Црна Гора, 2007), Споменка Хрибар (Словенија, 2008), Павол Демеш (Словачка, 2009).
- Награда за фотографију из области људских права (од 2008. године, годишње)

- Награда за истраживачко новинарство СЕЕМО-ЦЕИ (од 2008. године, годишње)